# Dominique Deschamps
Dominique Deschamps (* 18. November 1958 in Asnières) ist ein ehemaliger französischer Handballspieler und Handballtrainer. Deschamps wurde auf den Positionen Rückraum Mitte und am Kreis eingesetzt.

## Karriere

### Verein
Dominique Deschamps debütierte bereits mit 17 Jahren beim Athletic Club de Boulogne-Billancourt, mit dem er 1977 von der dritten französischen Liga in die zweite und 1980 in die erste Liga aufstieg. In der Saison 1983/84 wurde er zum besten Spieler der Spielzeit gewählt. Im Sommer 1986 wechselte er zu USM Gagny, mit dem er 1987 Meisterschaft und Coupe de France gewann. Nach drei Jahren verließ er Gagny und unterschrieb beim Drittligisten CSM Livry-Gargan. 1991 gelang der Aufstieg in die zweite Liga, ein Jahr darauf der Aufstieg in die erste Liga. Nach dem gelungenen Klassenerhalt beendete er 1993 seine Laufbahn.

### Nationalmannschaft
In der französischen A-Nationalmannschaft debütierte Deschamps 1980. Von 1985 bis 1987 war er Kapitän der Auswahl, für die er 146 Länderspiele absolvierte. Bei den Mittelmeerspielen 1983 erreichte die Mannschaft den fünften Platz. Zudem nahm er an der C-Weltmeisterschaft 1980 (2. Platz), der B-Weltmeisterschaft 1981 (6. Platz), der B-Weltmeisterschaft 1983 (8. Platz), der B-Weltmeisterschaft 1985 (11. Platz), der C-Weltmeisterschaft 1986 (1. Platz) und der B-Weltmeisterschaft 1987 (8. Platz) teil. Nach einem Zerwürfnis mit Nationaltrainer Daniel Costantini trat er 1987 aus der Nationalmannschaft zurück.

### Trainer
Ab 1993 war Deschamps Spielertrainer bei Livry-Gargan, mit dem er 1994 das Finale in der Coupe de France erreichte. Später arbeitete er für Boulogne-Billancourt und die Frauenmannschaft von Toulon Saint-Cyr Var Handball.

## Privates
Deschamps hat eine Tochter und einen Sohn.